# Sigrídur Níelsdóttir
Sigrídur Níelsdóttir døbt Sigrid Nielsen (født 25. februar 1930 i København, død 30. marts 2011 på Island) var en dansk/islandsk musiker og komponist.
Hun havde dansk/tyske forældre og boede på Island fra 1949.
Sigrídur Níelsdóttir boede i Reykjavik og fik her sin helt egen plads i Islands musikalske undergrund.
Hendes musik og sang betegnes af kritikere som meget speciel og udføres på hendes keyboard af mærket Casio.
Musikken er i nogle kredse gået hen og blevet kult, og kan bl.a opleves genbrugt af dj's og på sangerinden Björks plader.
Hun udgav fra 2001 33 cd'er, der sælges på Island og over hele verden. Alt hendes musik indspilledes i hendes køkken på hendes United kassettebåndoptager. Emner i hendes tekster omhandler bl.a. skæbnen, der kaster mennesket omkring som et skib på havet, om cowboys, atlanterhavstågen, elefanter og om et liv med mange svære stunder.